# Țibana
Țibana est une commune roumaine située dans le județ de Iași.